# هوون (داکوتای جنوبی)
هوون(به انگلیسی: Hoven) شهری در ایالت داکوتای جنوبی کشور ایالات متحده آمریکا است که جمعیت آن در سرشماری سال ۲۰۱۰ میلادی، ۴۰۶ نفر بوده‌است.